# Готрел, Мэтт
Мэ́ттью Э́нтони Уи́льям Го́трел (англ. Matthew Anthony William Gotrel; 1 марта 1989, Чиппинг-Кэмпден) — британский гребец, выступает за национальную сборную Великобритании по академической гребле начиная с 2012 года. Чемпион летних Олимпийских игр в Рио-де-Жанейро, двукратный чемпион мира, серебряный и дважды бронзовый призёр чемпионатов Европы, победитель этапов Кубка мира, победитель многих регат национального и международного значения.

## Биография
Мэтт Готрел родился 1 марта 1989 года в городе Чиппинг-Кэмпден графства Глостершир. После окончания школы поступил в Университет Лафборо, там начал серьёзно заниматься гребным спортом. Состоял в университетских командах по академической гребле, успешно выступал на различных студенческих соревнованиях. Позже вступил в профессиональный гребной клуб Ноттингема.
Дебютировал на международной арене в сезоне 2012 года, когда вошёл в основной состав британской национальной сборной и выступил на чемпионате Европы в итальянском Варесе, где занял в программе распашных восьмёрок пятое место. Год спустя одержал победу на этапе Кубка мира в Сиднее, стартовал на этапах мирового кубка в Итоне и Люцерне. В 2014 году побывал на европейском первенстве в Белграде, откуда привёз награду бронзового достоинства, выигранную в восьмёрках, а также одержал победу на мировом первенстве в Амстердаме. В следующем сезоне в той же дисциплине получил серебро на чемпионате Европы в польской Познани и защитил звание чемпиона мира, победив на соревнованиях во французском городке Эглебетт-ле-Лак. Позже добавил в послужной список награду бронзового достоинства, полученную в восьмёрках на чемпионате Европы в немецком Бранденбурге.
Благодаря череде удачных выступлений Готрел удостоился права защищать честь страны на летних Олимпийских играх 2016 года в Рио-де-Жанейро, где стартовал в составе экипажа, куда также вошли гребцы Скотт Дюрант, Эндрю Триггз-Ходж, Пол Беннетт, Пит Рид, Уильям Сэтч, Мэтт Лэнгридж, Том Рэнсли и рулевой Филан Хилл. Они с первого места квалифицировались на предварительном этапе и тем самым сразу попали в финальную стадию соревнований. В финальном решающем заезде британцы так же финишировали первыми и завоевали, таким образом, золотые олимпийские медали.
За выдающиеся достижения в академической гребле по итогам сезона Мэтт Готрел был награждён Орденом Британской империи.